# Gstadt am Chiemsee
Gstadt am Chiemsee (amtlich: Gstadt a.Chiemsee) ist eine Gemeinde und deren Hauptort im oberbayerischen Landkreis Rosenheim.

## Geografie

### Geografische Lage
Der Hauptort liegt rund zehn Kilometer von Prien am Chiemsee, zwölf Kilometer von Bad Endorf, 26 km von Rosenheim, 32 km von Wasserburg am Inn und 24 km von Traunstein entfernt. Zur Bundesautobahn 8 (Anschlussstelle Bernau am Chiemsee) sind es 15 km, der nächstgelegene Bahnhof befindet sich in Prien am Chiemsee. Gstadt hat eine bedeutende Anlegestelle für zahlreiche Chiemsee-Schiffe, beispielsweise verkehren sie regelmäßig nach Herrenchiemsee und Frauenchiemsee. Durch die Buslinie 9520 ist der Ort an den Regionalverkehr Oberbayern angeschlossen. Die Linie verbindet Gstadt am Chiemsee mit Prien am Chiemsee, Rimsting, Breitbrunn am Chiemsee, Seebruck, Chieming und Traunstein.
Im Gemeindegebiet befindet sich auch der Grundlose See.

### Gemeindegliederung
Es gibt 15 Gemeindeteile (in Klammern ist der Siedlungstyp angegeben):
- Aich (Weiler)
- Aiglsbuch (Einöde)
- Aisching (Weiler)
- Ed (Weiler)
- Gollenshausen a.Chiemsee (Pfarrdorf)
- Gstadt a.Chiemsee (Kirchdorf)
- Lienzing (Weiler)
- Lienzinger Moos (Weiler)
- Loiberting (Dorf)
- Mitterndorf (Weiler)
- Plötzing (Weiler)
- Preinersdorf (Weiler)
- Schalchen (Weiler)
- Söll (Weiler)
- Weingarten (Weiler)

### Natur
Folgende Schutzgebiete berühren das Gemeindegebiet:
- Landschaftsschutzgebiet Schutz des Chiemsees, seiner Inseln und Ufergebiete in den Landkreisen Rosenheim und Traunstein als LSG ("Chiemsee-Schutzverordnung") (LSG-00396.01)
- Fauna-Flora-Habitat-Gebiet Chiemsee (8140-372)

## Geschichte
Die Gemeinde gehörte seit dessen Gründung zum reichsunmittelbaren Kloster Frauenchiemsee. Von der Mitte des 18. Jahrhunderts bis zur Säkularisation 1803 war Gstadt eine eigenständige Hofmark des Klosters und kam danach unter bayerische Verwaltung. Der Ort wurde im Zuge des Gemeindeedikts von 1818 eine selbständige politische Gemeinde.

### Einwohnerentwicklung
Zwischen 1988 und 2018 wuchs die Gemeinde von 1060 auf 1192 um 132 Einwohner bzw. um 12,5 %.

## Politik

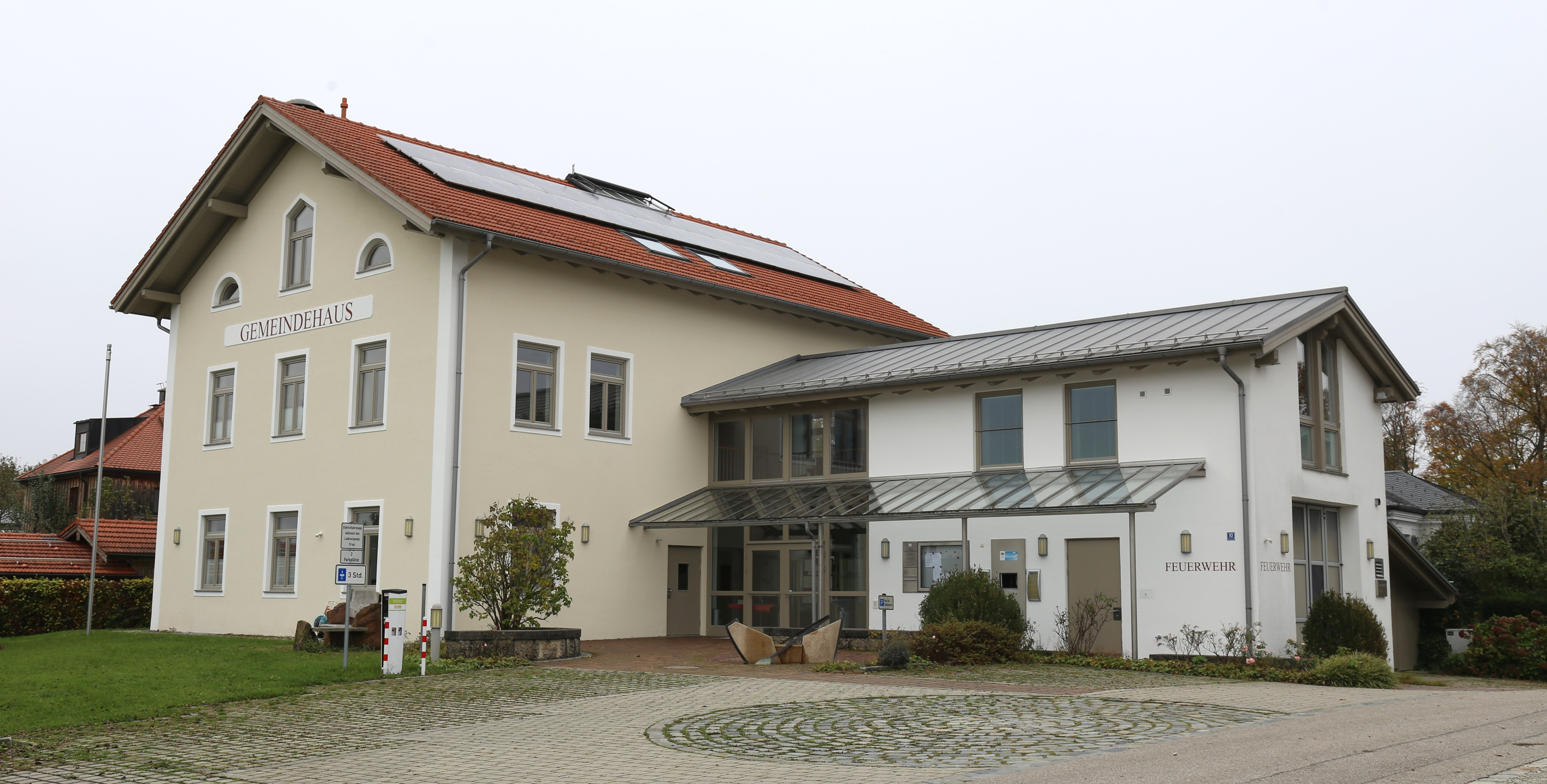
Rathaus in Gollenshausen

Die Gemeinde ist Mitglied der Verwaltungsgemeinschaft Breitbrunn am Chiemsee.

### Gemeinderat
|                          | 2020 | 2014 | 2008 | 2002 |
| ------------------------ | ---- | ---- | ---- | ---- |
| Freie Wählergemeinschaft | 7    | 7    | 6    | 6    |
| Bürgerliste              | 5    | 5    | 5    | 4    |
| ULGG 1                   | –    | –    | 1    | 1    |
| Gstadter Liste           | –    | –    | –    | 1    |
| Sitze insgesamt          | 12   | 12   | 12   | 12   |

Erster Bürgermeister ist Hainz Bernhard (FW).

### Wappen
| Wappen von Gstadt am Chiemsee | Blasonierung: „Geteilt von Silber und Blau; oben zwei schräg gekreuzte schwarze Ruder, unten zwei silberne Seeblätter mit verschlungenen Stielen.“ |
| Wappen von Gstadt am Chiemsee | Wappenbegründung: Die gekreuzten Ruder symbolisieren die Fährschifffahrt, die in Gstadt wegen der günstigen Lage zu den Chiemseeinseln seit alter Zeit eine wichtige Rolle spielte. Die gekreuzten Seeblätter in verwechselten Farben sind das alte Wappen des auf der Insel Frauenchiemsee schon im 8. Jahrhundert gegründeten Benediktinerinnenklosters. Sie erinnern daran, dass Gstadt seit den Anfängen zu Frauenchiemsee gehörte. Von der Mitte des 18. Jahrhunderts bis zur Säkularisation 1803 wurde Gstadt als eigenständige Hofmark des Klosters Frauenchiemsee geführt. Dieses Wappen wird seit 1968 geführt. |

## Chiemseemaler der Gemeinde
(Auswahl)
- Willibald Demmel (1914–1989), Kunstmaler
- Hermann Groeber (1865–1935), Maler
- Max Haushofer (1811–1866), Maler

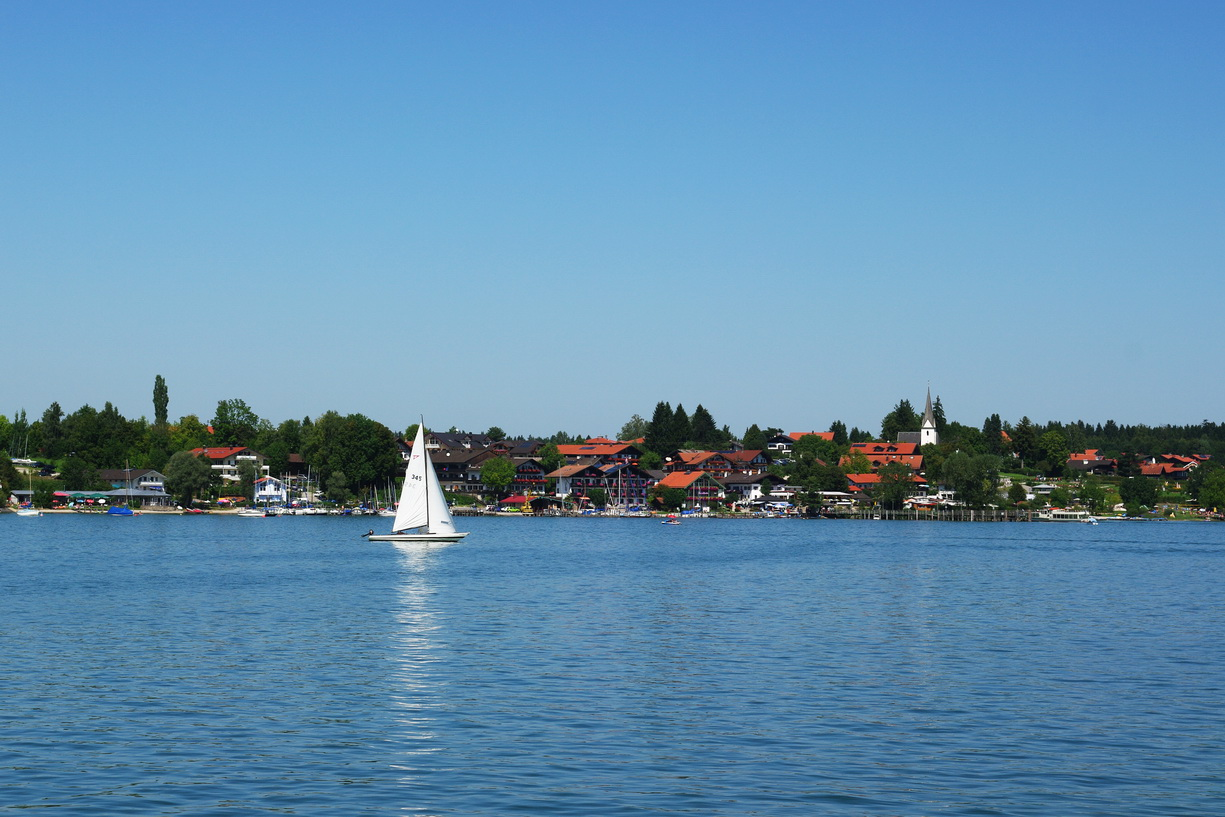
Gstadt am Chiemsee (2011)
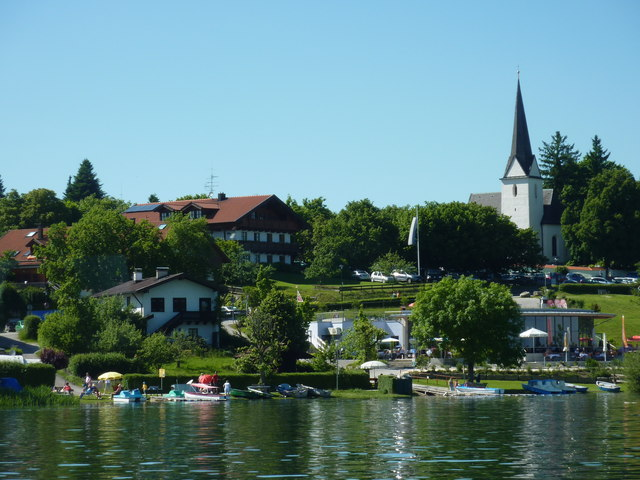
Gstadt am Chiemsee mit St. Peter und Paul (2010)
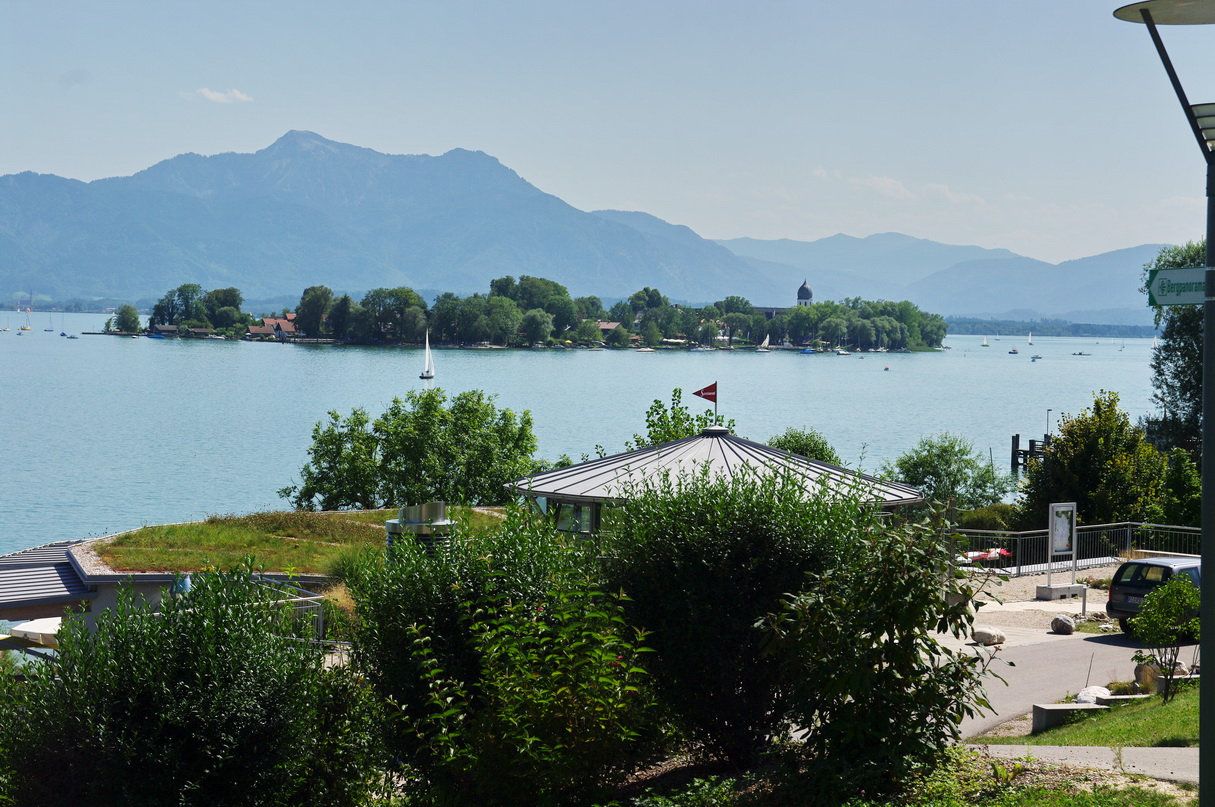
Blick zur Fraueninsel (2011)
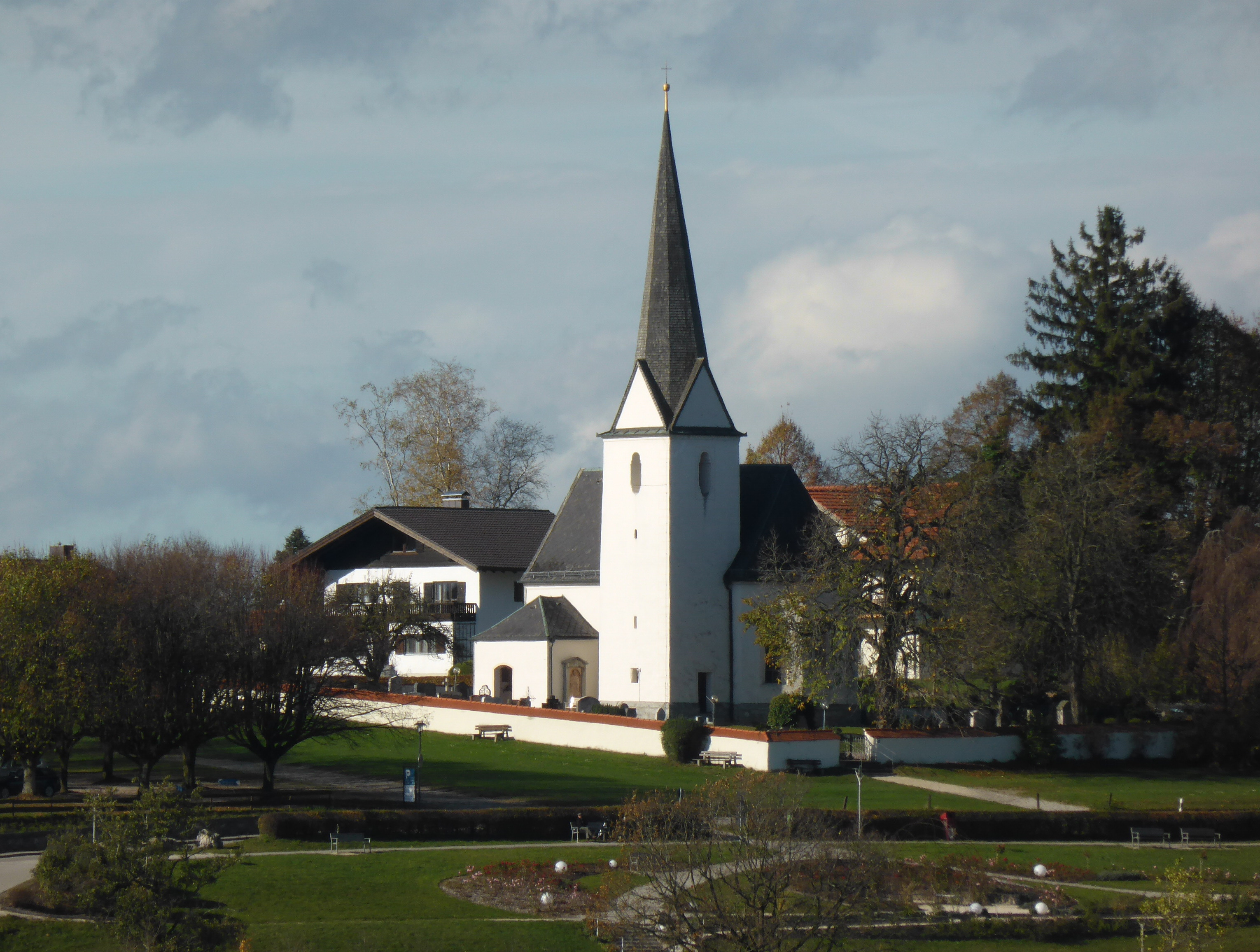
St Peter und Paul (2013)
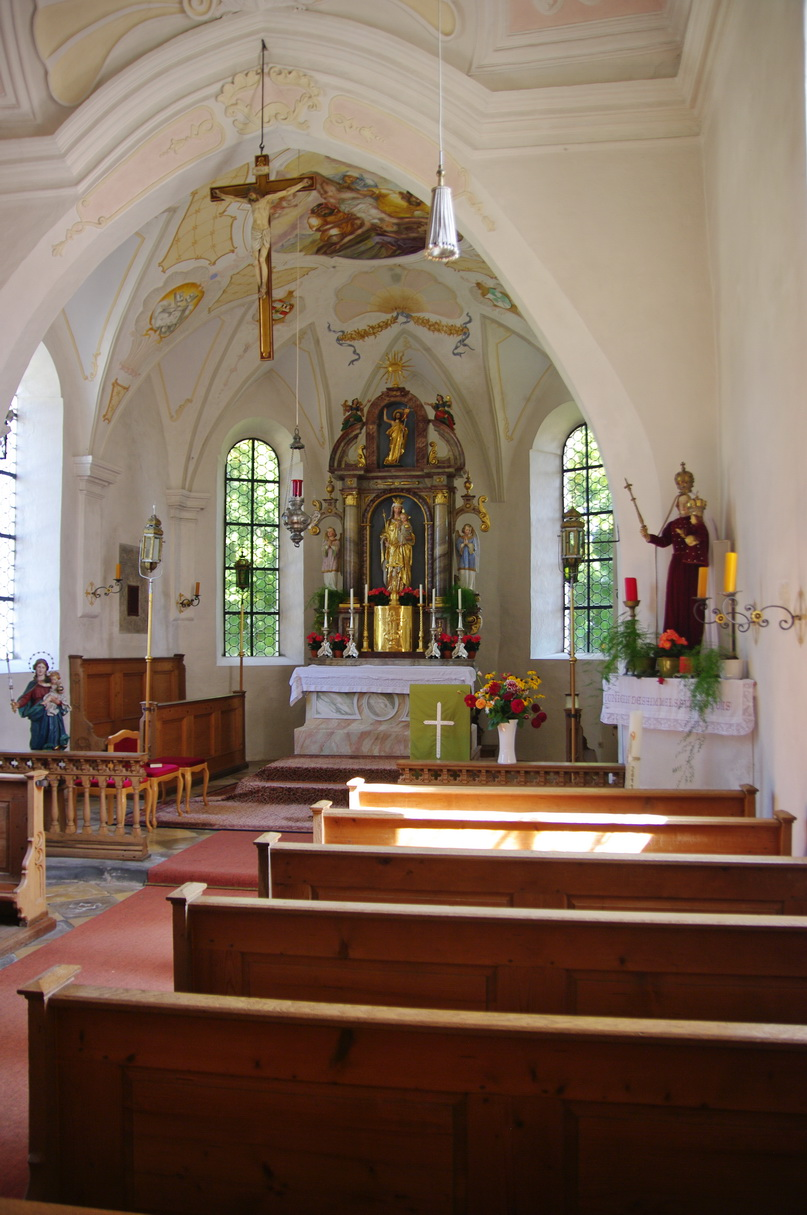
St Peter und Paul (2011)